# День работника налоговых органов Российской Федерации
«День рабо́тника нало́говых о́рганов Росси́йской Федера́ции» — профессиональный праздник сотрудников налоговых органов Российской Федерации. Отмечается в России ежегодно, 21 ноября.
Установлен 11 ноября 2000 года указом Президента Российской Федерации В. Путина № 1868 «О Дне работника налоговых органов Российской Федерации».
Является рабочим днём.

## История «Дня работника налоговых органов Российской Федерации»
«День работника налоговых органов Российской Федерации» был установлен указом Президента Российской Федерации В. Путина № 1868 от 11 ноября 2000 года «О Дне работника налоговых органов Российской Федерации».
Дата для проведения этого праздника была выбрана не случайно. Именно в этот осенний день, 21 ноября 1991 года, указом Президента РСФСР Б. Ельцина № 229 была образована Государственная налоговая служба РСФСР. В 1998 году она преобразуется в Министерство Российской Федерации по налогам и сборам.
20 ноября 2007 года руководитель Управления Федеральной налоговой службы по г. Санкт-Петербургу Л. В. Воробьёва, в своём поздравлении по случаю профессионального праздника — «Дня работника налоговых органов Российской Федерации» сказала следующее:

«Сегодня налоговые органы Российской Федерации являются одной из наиболее эффективных и влиятельных структур государственного управления, надёжной опорой власти, гарантом экономической безопасности. Наше ведомство обеспечивает реализацию экономической и социальной политики, содействует исполнению конституционных прав граждан на образование, медицинское обслуживание, выплату заработной платы, пенсий. В налоговых органах Российской Федерации работают ответственные, высокопрофессиональные, опытные специалисты. От вашего внимания, настойчивости, непримиримости к нарушениям зависят наполнение бюджета страны, предпринимательская активность, инвестиционный климат и стабильность экономики нашей Родины».

Эта цитата наглядно характеризует важную роль работников налоговых органов Российской Федерации.